# Оселя зла: Фінальна битва
«Оселя зла: Фінальна битва» (англ. Resident Evil: The Final Chapter) — міжнародно-спродюсований науково-фантастичний фільм-екшн, знятий Полом В. С. Андерсоном. Він є продовженням фільму «Оселя зла: Відплата» (2012) і шостим фільмом у серії «Оселя зла». Прем'єра стрічки в Україні відбулася 16 лютого 2017 року.
Фільм розповідає про Еліс, яка повинна повернутися до Раккун-Сіті, де корпорація «Амбрелла» готується до фінальної атаки на вцілілих в зомбі-епідемії людей.

## Сюжет
Фільм починається з розповіді Еліс про події, що призвели до вимирання людства. Доктор Джеймс Маркус, засновник і голова корпорації Umbrella, намагався вилікувати свою важко хвору доньку Алісію, яка страждала від рідкісного захворювання прогерія. Зневірившись врятувати її, Маркус розробив T-вірус, здатний відновлювати хворі та пошкоджені клітини організму. Вірус врятував дівчинку. Винахід Маркуса повинен був стати панацеєю від усіх хвороб. Однак пізніше з'ясувалося, що вірус вкрай небезпечний. Перший інцидент з T-вірусом стався на канатній дорозі. Хлопчик, який отримав лікування вірусом, вдавився горішком та опинився у стані клінічної смерті. Це стало поштовхом для вірусу почати роботу з відновлення клітин. Поки вчитель здійснював реанімаційні заходи, вірус зробив свою справу, але воскреслий хлопчик став вкрай агресивним та напав на вчителя і вбив усіх у вагончику. Корпорації вдалося приховати. Маркус, передбачаючи ймовірну катастрофу, закрив дослідження T-вірусу. Про винахід Джеймса Маркуса дізнався співзасновник корпорації доктор Александр Рональд Айзекс, який побачив у T-вірусі величезний військовий потенціал. Однак Маркус відмовився продовжувати розробку вірусу. Айзекс наказав найманцю Альберту Вескеру вбити вченого. Айзекс удочерив Алісію, внаслідок чого присвоїв правління і частку в корпорації собі. Крім цього розкривається факт того, що доктор Маркус усіма способами намагався зберегти образ Алісії. Він створив цифрову копію своєї доньки, записавши її зовнішній вигляд і голос в комп'ютерну базу даних корпорації. Доктор Айзекс знайшов ці дані, і з ним він створив потужний суперкомп'ютер під назвою «Червона королева», який став ядром корпоративної системи Umbrella.
У наступній сцені Еліс приходить до тями у зруйнованому Білому домі. В пошуках тих, що вижили Еліс потрапляє на зруйновану будівлю. Всередині неї через комп'ютер з нею зв'язується Червона королева. Та пояснює Еліс, що Вашингтон з самого початку був пасткою, влаштованою Вескером. Королева повідомляє, що Еліс необхідно дістатися до Раккун-Сіті протягом 48 годин, інакше останні вцілілі на Землі люди будуть знищені. У Вулику є антивірус, здатний знищити T-вірус і організми, заражені ним.
По дорозі в Раккун-Сіті Еліс захоплюють солдати Umbrella на чолі з доктором Айзексом. Айзекс, вбитий раніше Еліс на базі в пустелі Невада, був лише клоном. Після нетривалого бою, в ході якого Айзекс втрачає ліву руку, Еліс вдається втекти і дістатися до зруйнованого Раккун-Сіті. По дорозі до Вулика Еліс об'єднується з Клер Редфілд, яка врятувалася після нападу на «Аркадію», а також з невеликою групою вцілілих. Еліс агітує їх йти з нею у Вулик, оскільки до міста наближалися орди зомбі, яких з собою привів доктор Айзекс.
Еліс із загоном, відбиваючись від мутованих собак, дістається до входу у Вулик, який розташований у нижній частині вибухової воронки атомної бомби, що знищила місто. По прибуттю до Вулика, з ними зв'язується Червона королева і пояснює справжню причину своїх дій. Вона показує відеозапис, який був завантажений в її базу даних після витоку T-вірусу. На записі присутній доктор Айзекс, Альберт Вескер і вище керівництво корпорації Umbrella. На нараді Айзекс каже, що планету чекає загибель через діяльність людей, війни, голод, хвороби, перенаселення. Землю необхідно очистити з допомогою T-вірусу, а на руїнах старого людського суспільства побудувати новий досконалий світ. Червона королева запрограмована на підпорядкування керівництву корпорації, в тому числі й Айзексу, тому вона не може скасувати його накази. Однак директиви захисту людських життів знаходяться в пріоритеті у Червоної королеви, саме тому вона йде проти своїх творців і просить Еліс допомогти зупинити Айзекса. Червона королева також попереджає Еліс, що серед них є шпигун корпорації.
Еліс з Доком спускається на нижні рівні Вулика і бачать безліч кріокапсул з людьми. В них знаходиться вище керівництво корпорації. Вони мінують рівні і вирушають до центру управління комплексом. Еліс зустрічає справжнього доктора Айзекса, який показує їй антивірус. Вескер хапає Клер, а Док виявляється шпигуном корпорації. Айзекс розповідає, що Еліс є клоном. На підтвердження своїх слів він представляє їй Алісію Маркус (оригінал), постарілу доньку Маркуса. Еліс — покращена копія Алісії, позбавлена схильності до прогерії, а також вдосконалена фізично. Еліс не вірить Айзексу, однак Червона королева підтверджує його слова. Айзекс планує вбити Алісію і отримати повне управління корпорацією Umbrella. Саме Алісія завантажила відеозапис наради в базу даних Червоної королеви, щоб у тій спрацювали директиви захисту людей. Вона спочатку була проти знищення людства, тому спланувала прихід Еліс до Вулика, щоб та зупинила Айзекса. Алісія звільняє Вескера, тим самим знявши з нього корпоративний захист, і Червона королева придушує його автоматичними дверима. Док намагається вистрілити в Еліс, але в його автоматі немає набоїв. Еліс заздалегідь здогадалася, що Док зрадник і дала йому автомат з порожнім магазином. Клер пристрілює Дока.
Алісія повідомляє, що до геноциду людського роду залишилося кілька хвилин. Однак також вона говорить, що у разі розпилення антивірусу Еліс загине, позаяк в її крові досі знаходиться T-вірус. Еліс і Клер біжать на битву з Айзексом. Тим часом Алісія використовує пристрій у вигляді контактної лінзи і записує на нього свої спогади.
Айзекс наказує Червоній королеві передати управління корпорацією під його одноосібний контроль. Королева підкоряється наказу і перед відключенням говорить Айзексу, що він і все вище керівництво Umbrella загине тут. За його спиною опиняються Еліс і Клер. Зав'язується бійка, в ході якої Айзекс відключає Клер. Еліс продовжує битися з ним у коридорі з лазерним захистом. В ході бою Айзекс відрубує лазером частину фаланг пальців Еліс на лівій руці, але та встигла підкласти в кишеню його піджака гранату, вибух якої ненадовго відключає Айзекса. Еліс вибирається на поверхню і хоче розбити колбу з антивірусом, але колбу перехоплює Айзекс і не дає їй розбитися. В цей час якраз приходить клон Айзекса з відрубаною кистю. Клон Айзекса, почувши, що він сам не є справжнім, не вірить оригіналу і в припадку сказу вбиває оригінал, вигукуючи, що він і є справжній доктор Айзекс. Через кілька миттєвостей на нього нападають зомбі і з'їдають його. У цей момент відбувається вибух у Вулику. Алісія і Вескер гинуть, а разом з ними і співробітники корпорації, що знаходяться в кріокапсулах. Еліс розбиває колбу з антивірусом, всі зомбі навколо неї миттєво падають замертво, а Еліс втрачає свідомість.
Через кілька годин Еліс приходить до тями і бачить перед собою Клер. Червона королева зв'язується по комунікатору з Еліс і пояснює причину того, чому Еліс все ще жива. Антивірус в її організмі знищив клітини T-вірусу, не зачепивши при цьому здорові. Червона королева передає Еліс пристрій зі спогадами Алісії.
Фільм завершується кадрами приїзду Еліс до Нью-Йорка. Еліс каже, що поширення антивірусу на Землі може тривати кілька років і до тих пір її місія не закінчена. В дзеркалах мотоцикла відображаються літаючі мутанти. Еліс тисне на газ і спрямовується вперед.

## У ролях
| Актор         | Роль                        |
| ------------- | --------------------------- |
| Мілла Йовович | Еліс                        |
| Елі Лартер    | Клер Редфілд                |
| Шон Робертс   | Альберт Вескер              |
| Вільям Леві   | Крістіан                    |
| Овен Макен    | Док                         |
| Рубі Роуз     | Ебігейл                     |
| Ієн Глен      | доктор Александр Айзекс     |
| Евер Андерсон | юна Еліс / Червона Королева |
| Лі Джун Гі    | командор Чу                 |

## Виробництво
Знімання фільму почались 18 вересня 2015 року в Кейптауні (Південно-Африканська Республіка)

## Факти про фільм
- Спочатку знімання фільму планували розпочати восени 2013 року, а прем'єра була призначена на 12 вересня 2014 року. Однак проєкт відклали через вагітність Мілли Йовович, а дата релізу перемістилась на 2017 рік.
- Хоча фільм і задуманий як завершення франшизи, але в залежності від касових зборів це рішення може бути переглянуто.
- Передбачається, що після виходу фільму за цією франшизою буде запущено телесеріал.
- Елі Лартер повернулась до своєї ролі Клер Редфілд. Востаннє її персонаж з'являвся у п'ятій частині.
- Під час знімання фільму каскадерка Олівія Джексон отримала серйозну травму лівої руки внаслідок аварії на мотоциклі, і врешті-решт її руку довелося ампутувати.
- Фанати очікували, що в цьому фільмі знову з'явиться Джилл у виконанні Сієнни Гіллорі. Гіллорі написала у своєму Twitter, що їй не надходило жодних пропозицій до цього проєкту, також вона подякувала фанатів за їх підтримку.
- Один із членів знімальної групи, Рікардо Корнеліус, під час знімання у Південній Африці стояв поряд з військовим всюдиходом, який знаходився на обертальній платформі. Через те, що всюдихід був погано закріплений, він скотився з платформи і придушив Корнеліуса. Його одразу доставили до реанімації, однак врятувати його не вдалося. Корнеліус помер декілька годин потому.
- Останній знімальний день проходив 10 грудня 2015 року у Південній Африці, в Белхарі.
- Актриса Бінбін Лі повинна була виконати роль Ади Вонг, однак їй довелося залишити проєкт ще до початку знімання через те, що в Китаї розпочиналась робота над іншим фільмом за її участі.
- Події фільму розгортаються прямо з того моменту, на якому закінчилась попередня частина франшизи.
- На момент початку знімання фільму Меган Чарпентьє вже не підходила за віком на роль Червоної королеви, яку вона зіграла у фільмі «Оселя зла: Відплата». В підсумку ця роль дісталася Евер Габо Андерсон.
- Зімбабвієць Бусані Нкубе подолав шлях у понад 1600 км і витратив на цю подорож всі свої гроші заради можливості знятися в цьому фільмі.
- Мілла Йовович, Елі Лартер, Ієн Глен і Шон Робертс — єдині актори із попередніх частин франшизи, які потрапили в цей фільм.
- Клер Редфілд носить той же одяг, що носив її персонаж у грі «Resident Evil: Revelations 2».
- Майже одночасно з виходом фільму вийшла відеогра «Resident Evil 7: Biohazard».
- Сцени в каналізації — це відсилка до аналогічних сцен із гри «Resident Evil 2».

## Нагороди
| Нагорода        | Категорія                                  | Результат |
| --------------- | ------------------------------------------ | --------- |
| Золотий трейлер | Золоте Руно                                | Перемога  |
| Золотий трейлер | Найкарща дражнилка (для художнього фільмі) | Номінація |
| Золотий трейлер | Найкраща вірусна кампанія                  | Номінація |